# Meunasah Ara (Bandar Baru)
Meunasah Ara is een bestuurslaag in het regentschap Pidie Jaya van de provincie Atjeh, Indonesië. Meunasah Ara telt 761 inwoners (volkstelling 2010).